# Valsolda
Valsolda là một đô thị có khoảng 1600 dân ở tỉnh Como trong vùng Lombardia, có cự ly khoảng 60 km về phía bắc của Milan và khoảng 25 km về phía bắc của Como, on the border with Thụy Sĩ.
Valsolda có các đơn vị trực thuộc Cressogno, San Mamete, Albogasio, Oria và Santa Margherita nằm bên hồ Lugano, cũng như Loggio, Drano, Puria, Dasio và Castello nằm trên núi.

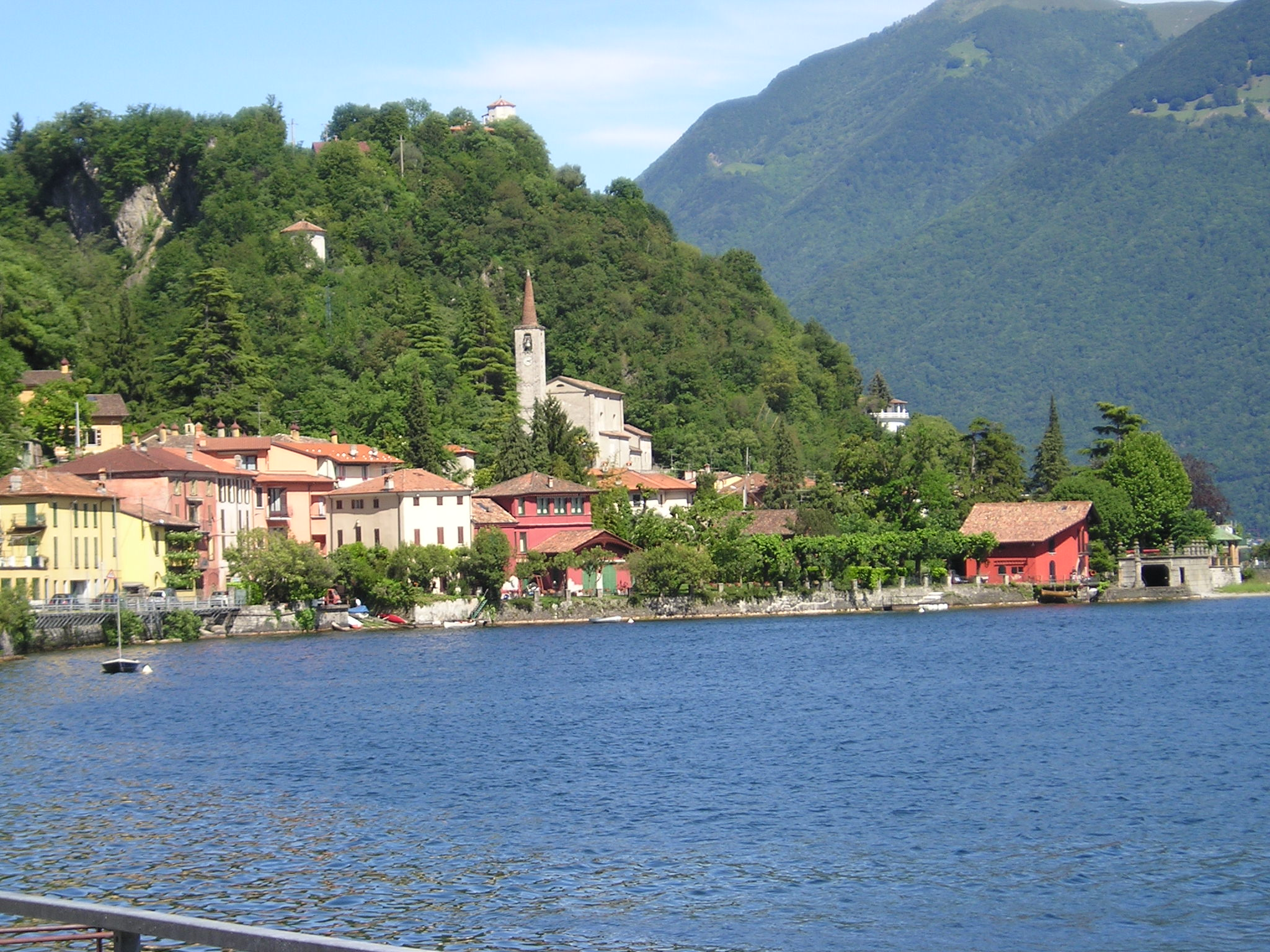
San Memete

Valsolda giáp các đô thị: Cadro (Switzerland), Cimadera (Switzerland), Claino con Osteno, Lanzo d'Intelvi, Lugano (Thụy Sĩ), Porlezza, Ramponio Verna, Sonvico (Thụy Sĩ), Val Rezzo và Villa Luganese (Switzerland).